# По-4
По-4 (фр. Pau-4) — кантон во Франции, находится в регионе Аквитания, департамент Атлантические Пиренеи. Входит в состав округа По.
Код INSEE кантона — 6421. В кантон По-4 входит две коммуны, центральный офис расположен в По.

## История
Кантон был образован декретом от 25 февраля 2014 года, который вступил в силу 22 марта 2015 года. В состав новообразованного кантона вошла одна коммуна упразднённого кантона Западный По и часть коммуны По.

## Население
Население кантона на 2015 год составляло … человек.

## Коммуны кантона
| Коммуна | Население, чел. (2010) | Почтовый индекс | Код INSEE |
| ------- | ---------------------- | --------------- | --------- |
| Желос   | 3656                   | 64110           | 64237     |
| По      | ...                    | 64000           | 64445     |